# Tete (Mozambique)
Pour les articles homonymes, voir Tete.
Tete (ou Tété ; Tete en portugais) est une ville du Mozambique et la capitale de la province de Tete. Elle est située sur la rive droite du Zambèze et accueile deux des quatre ponts traversant ce fleuve au Mozambique. Tete se trouve à 1 095 km au nord de Maputo. Centre de commerce swahili avant l'ère coloniale portugaise, Tete continue de dominer le centre-ouest du pays et de la région, et est la plus grande ville sur le Zambèze. Dans la langue locale, le nyungwe, Tete (ou Mitete), signifie « roseau ».  Sa population s'élevait à 305 722 habitants en 2017.

## Histoire
Tete était un avant-poste de la culture swahilie, et servait de limite frontalière à l'Empire Monomotapa. Sur la côte orientale de l'Afrique, les Portugais furent attirés vers le Mozambique et le Zambèze par des rumeurs concernant le Monomotapa, dont on disait qu'il possédait de fabuleuses richesses en or. Dans leurs efforts pour atteindre ce royaume, les Portugais établirent en 1531 deux colonies loin en amont du Zambèze ; l'une d'entre elles, à Tete, à quelque 260 kilomètres des côtes. Le royaume de Monomotapa et ses mines d'or sont restés autonomes et en grande partie isolés des Portugais. Mais dans cette région d'Afrique de l'Est –  comme en Guinée portugaise et en Angola à l'ouest –  l'implication portugaise est devenue suffisamment forte pour perdurer jusqu'au XXe siècle. Sous l'influence portugaise, Tete est devenue un centre du marché de l'ivoire et de l'or au milieu du XVIIe siècle. Dotée d'une charte municipale en 1761, elle devient une ville du Mozambique portugais en 1959. La ville s'est développée autour d'un des cinq ponts qui franchissent le Zambèze, le pont Samora Machel, depuis son achèvement en 1973. Après les guerres coloniales portugaises en Afrique et la révolution des Œillets d'avril 1974 à Lisbonne, le Mozambique portugais devient un État indépendant. La nouvelle République populaire du Mozambique, créée en 1975 après l'exode des Portugais du Mozambique, sombre dans la guerre civile entre 1977 et 1992.

## Transports

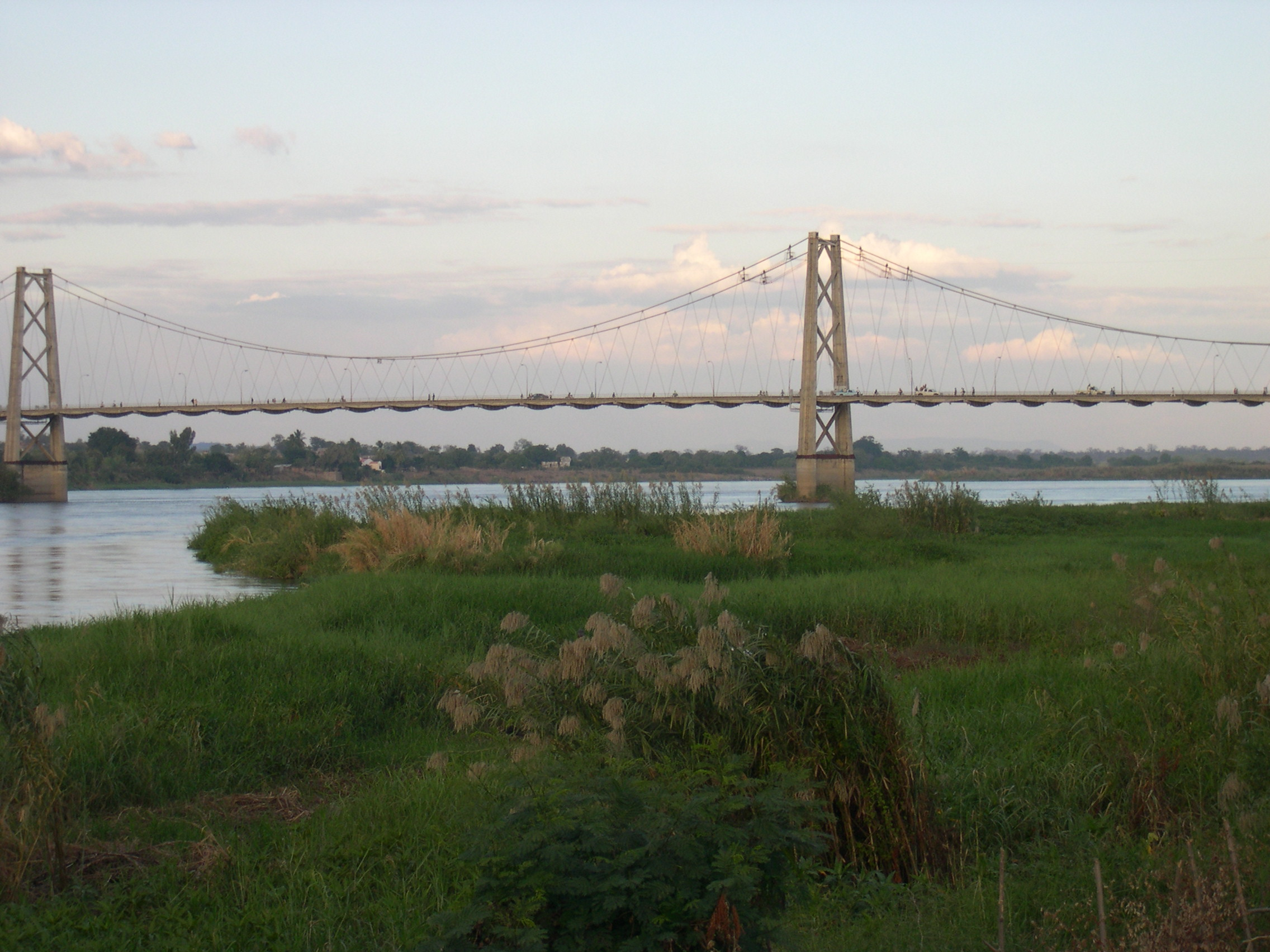
Le pont suspendu de Tete conçu par l'ingénieur portugais Edgar Cardoso.

L'aéroport de Chingozi (code IATA : TET • code OACI : FQTT), situé au nord-est de la ville, dispose d'une piste goudronnée de 2,4 km. Le pont Samora-Machel d'un kilomètre de long, achevé en 1973 par les Portugais et conçu par Edgar Cardoso, est un maillon essentiel de l'autoroute principale reliant non seulement les parties nord et sud du pays, mais aussi le Zimbabwe et le Malawi. Un deuxième pont au sud de la ville est ouvert fin 2014 pour permettre au trafic vers la Zambie ou le Malawi de contourner la capitale provinciale. Les ponts de Tete, le pont ferroviaire Dona Ana et le pont Armando Emilio Guebuza à Caia sont les seuls ponts qui traversent le cours inférieur du Zambèze.

## Population
Évolution démographique :
| 1921  | 1930  | 1940  | 1960   | 1986   | 1997    | 2007    | 2017    |
| ----- | ----- | ----- | ------ | ------ | ------- | ------- | ------- |
| 2 000 | 2 800 | 2 500 | 53 200 | 56 178 | 104 832 | 152 909 | 305 722 |

Elle devrait être la neuvième ville du continent africain à connaître la croissance la plus rapide entre 2020 et 2025, avec un taux de croissance de 5,56 %.

## Climat
Tete a un climat semi-aride chaud (classification de Köppen : BSh).
| Mois                                | jan.  | fév.  | mars  | avril | mai   | juin | jui.  | août  | sep. | oct.  | nov. | déc.  | année |
| ----------------------------------- | ----- | ----- | ----- | ----- | ----- | ---- | ----- | ----- | ---- | ----- | ---- | ----- | ----- |
| Température minimale moyenne (°C)   | 23,4  | 23,2  | 22,8  | 21,4  | 18,3  | 16   | 15,6  | 17,3  | 20,2 | 22,6  | 23,8 | 23,6  |       |
| Température moyenne (°C)            | 28,5  | 28,2  | 28,1  | 27,1  | 24,7  | 22,3 | 22,3  | 23,9  | 26,9 | 29,2  | 30   | 29,1  |       |
| Température maximale moyenne (°C)   | 33,5  | 33,2  | 33,3  | 32,7  | 31    | 28,6 | 29    | 30,5  | 33,6 | 35,8  | 36,2 | 34,5  |       |
| Record de froid (°C)                | 7     | 8     | 9     | 11    | 10    | 7    | 8     | 9     | 10   | 10    | 10   | 11    | 7     |
| Record de chaleur (°C)              | 43    | 43    | 43    | 43    | 40    | 39   | 36    | 40    | 44   | 45    | 46   | 44    | 46    |
| Ensoleillement (h)                  | 201,5 | 192,1 | 235,6 | 240   | 254,2 | 243  | 235,6 | 272,8 | 267  | 282,1 | 249  | 204,6 |       |
| Précipitations (mm)                 | 166,7 | 142,1 | 95,5  | 15    | 5,8   | 3,5  | 2,9   | 1,8   | 0,8  | 10,8  | 45,6 | 139,4 |       |
| Nombre de jours avec précipitations | 10,8  | 9,2   | 6,6   | 2,4   | 0,9   | 1,2  | 1     | 0,4   | 0,2  | 1,1   | 4,4  | 9,6   |       |
| Humidité relative (%)               | 69    | 73    | 67    | 61    | 60    | 61   | 59    | 54    | 47   | 43    | 54   | 62    | 59    |

## Religion
Tete est le siège d'un évêché catholique créé le 6 mai 1962.

## Personnalités nées à Tete
- Sérgio Vieira (1941-2021), poète et homme politique.
- Djão (1958-2022), footballeur portugais.